# Agrilus cephalicus
Agrilus cephalicus es una especie de insecto del género Agrilus, familia Buprestidae, orden Coleoptera. Fue descrita por LeConte, 1860.
Mide 5.8 mm. Se encuentra en el este de Estados Unidos. Sus plantas hospederas son miembros del género Cornus.